# Ulica Targowa w Warszawie

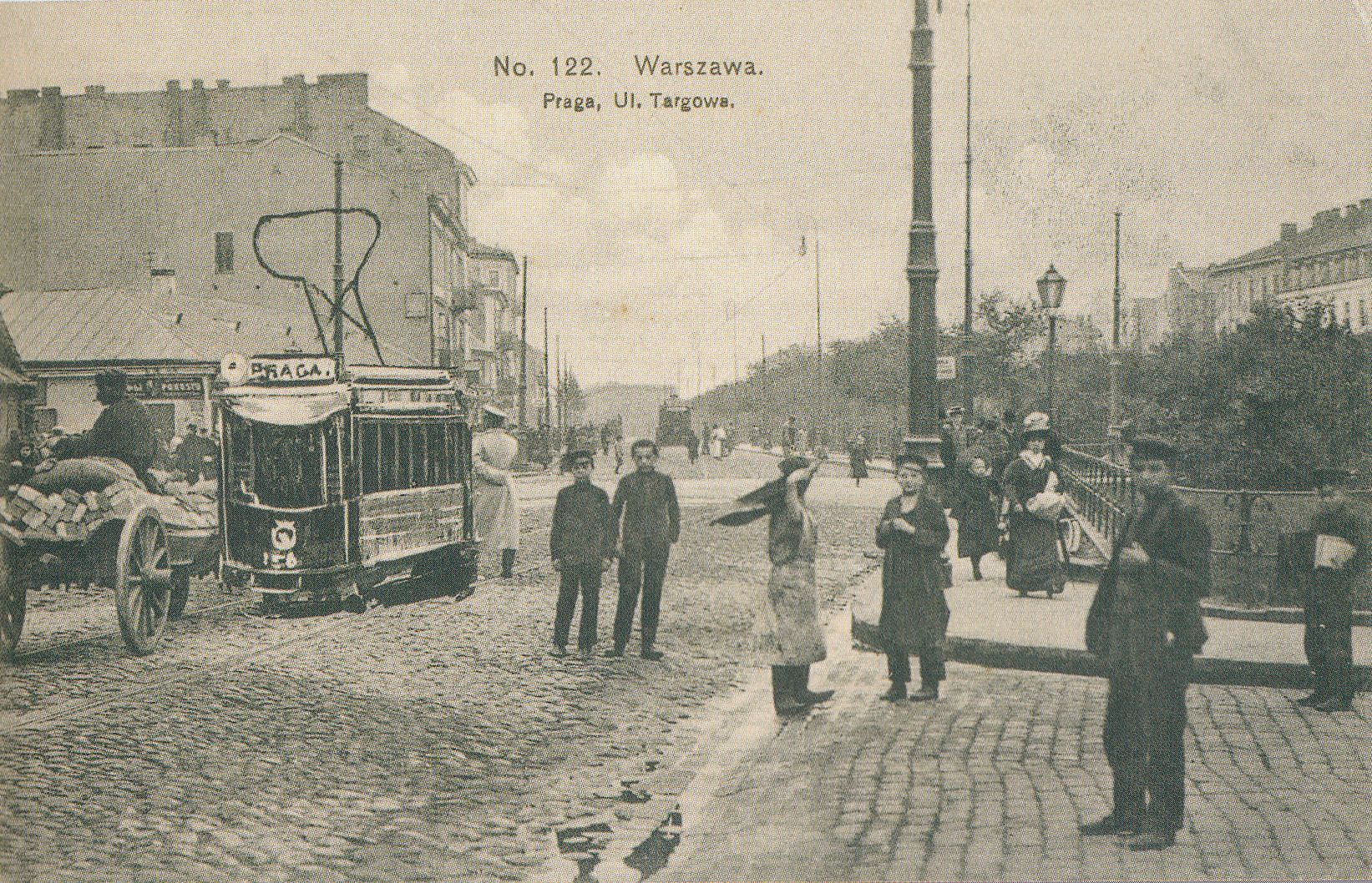
Ulica Targowa przy ul. Ząbkowskiej ok. 1908

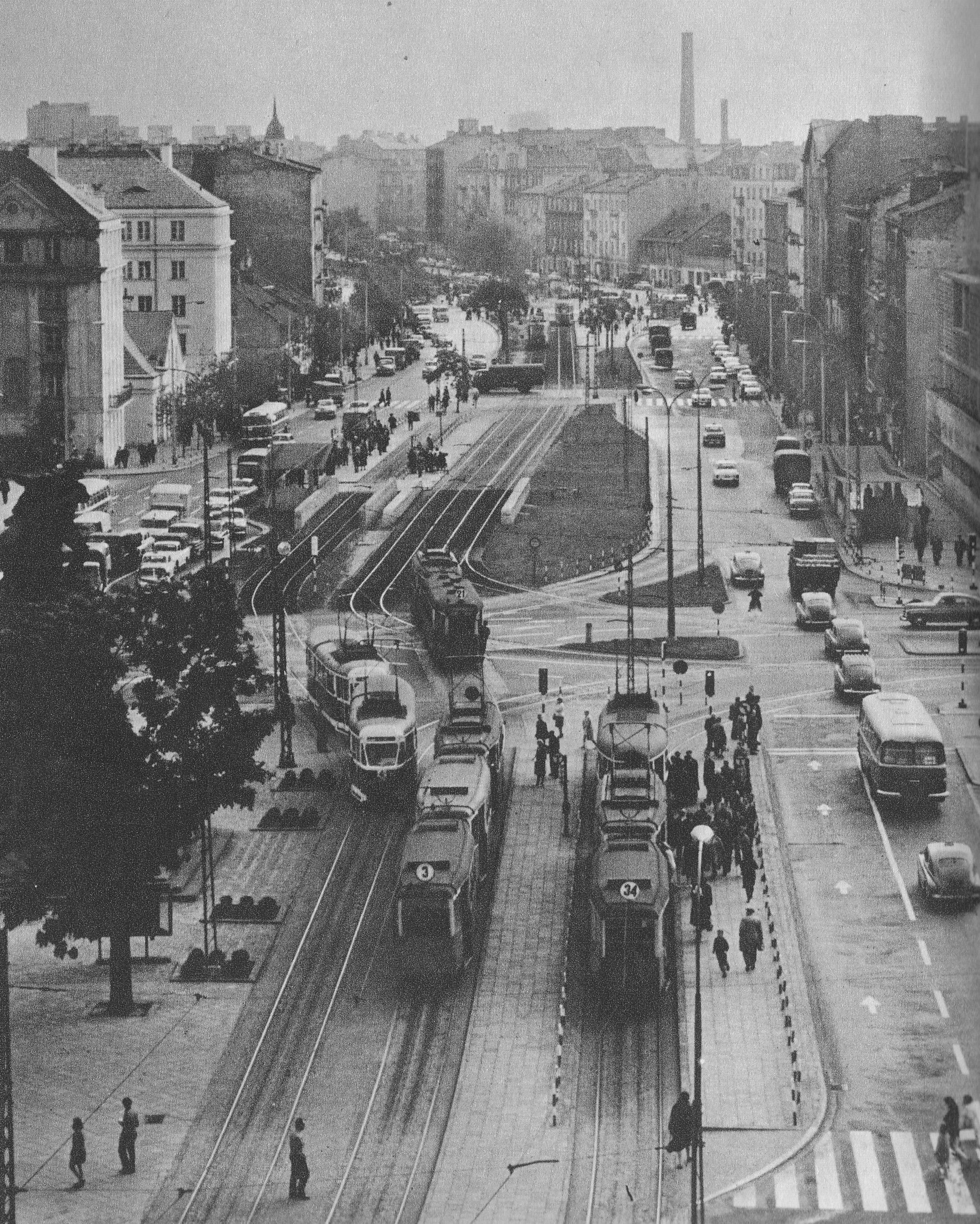
Ulica w latach 60. XX wieku

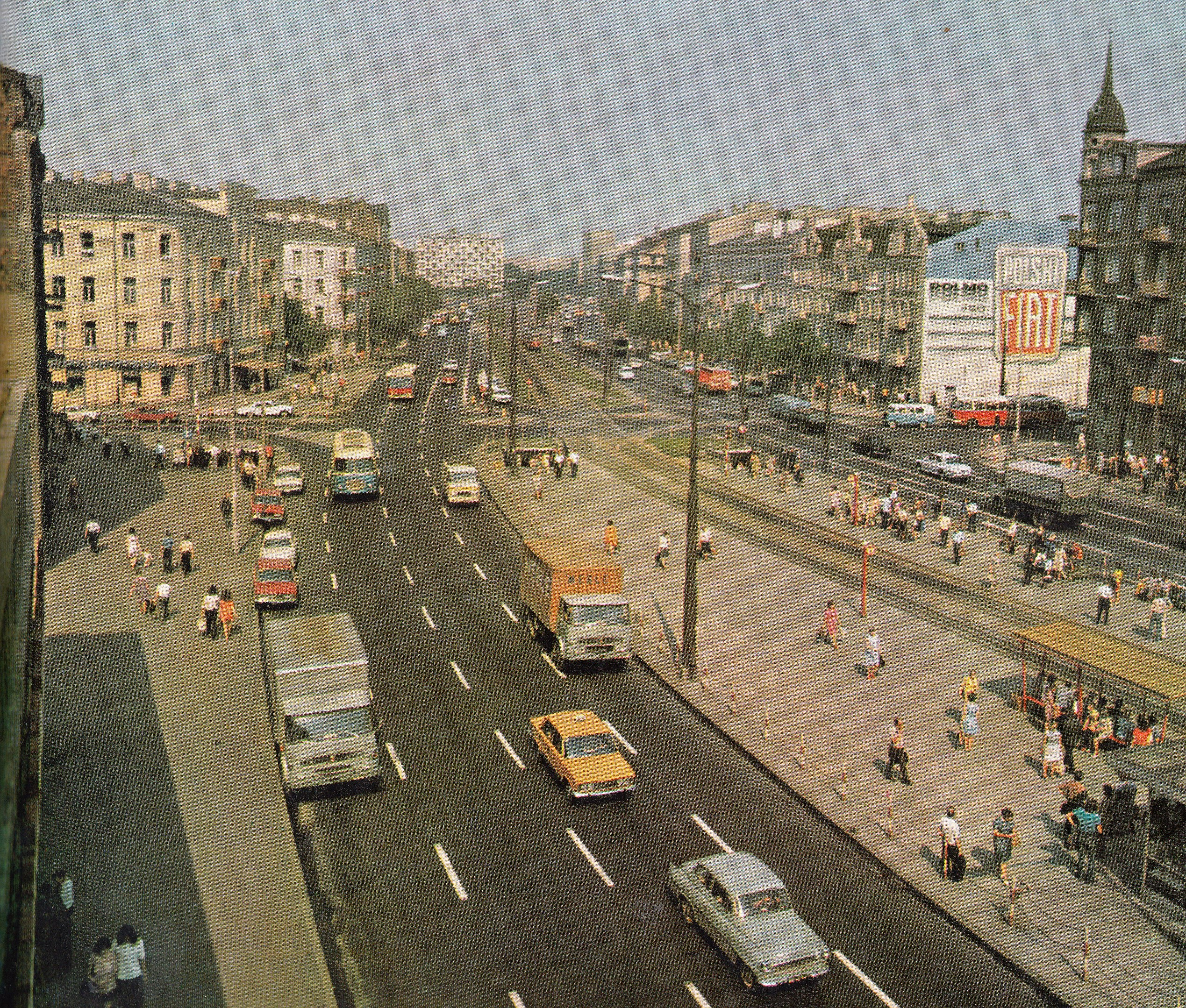
Ulica w latach 70. XX wieku

Ulica Targowa – ulica w warszawskich dzielnicach Praga-Północ i Praga-Południe.

## Pochodzenie nazwy
Historia ulicy sięga przełomu XII i XIII, kiedy to stanowiła wschodnią granicę wielkiego targowiska, jakie odbywało się we wsi Targowe Wielkie. Stąd wywodzi się jej nazwa nadana w 1791 roku. Pierwotnie ten północny odcinek ulicy nosił nazwę Rynkowej, a odcinek południowy, sięgający do ulicy Ząbkowskiej, do 1916 roku nosił nazwę Wołowej (od handlu bydłem, który się tutaj odbywał).

## Historia
W końcu XVIII przy Targowej istniało 71 drewnianych domów oraz 1 dom murowany. Należała wtedy do najludniejszych ulic Warszawy. W czasie insurekcji kościuszkowskiej, po wkroczeniu do Pragi wojska rosyjskie spaliły część zabudowań. W 1808 wyburzono kolejne domy, głównie po zachodniej stronie ulicy. Dalszy rozwój ulicy skutecznie wstrzymał rozkaz Napoleona, który zakazał budowania murowanych domów na przedpolu przyczółka praskiego. Zburzono też wówczas ratusz praski oraz ratusz skaryszewski. W czasach Królestwa Polskiego jedynie część ul. Wołowej uwzględniono w planach odbudowy. Powstało 7 domów murowanych i ok. 50 drewnianych.
Przez cały XIX wiek ulica stanowiła centrum Pragi. Lata 60. to czas wzmożonego rozwoju i przebudowy. W 1866 przeprowadzono tory dla tramwaju konnego. Po przeprowadzeniu linii Kolei Petersburskiej i Terespolskiej oraz ukończeniu w 1864 mostu Kierbedzia sytuacja ulicy Targowej mocno się zmieniła. Jeszcze w 1880 na ulicy znajdowało się targowisko. Przeważał handel hurtowy, który zaopatrywał targi miejskie. Głównymi towarami były: bydło, trzoda chlewna, konie, bryczki, drewno opałowe, uprzęże oraz zboże. Po likwidacji targowiska na jego miejscu urządzono skwery i ułożono chodniki. W 1882 na posesji znajdującej się między ulicami: Targową, Ząbkowską i Brzeską otwarto bazar Różyckiego.
W 1908 roku ulicą po raz pierwszy pojechały tramwaje elektryczne.
W 1916 do Targowej przyłączono ulicę Wołową. W latach 1926–1928 wybudowano budynek Dyrekcji Okręgowej Kolei Państwowych. W 1928 wzniesiono wiadukt kolei średnicowej.
Po wyzwoleniu Pragi (15 września 1944) ze względu na silny niemiecki ostrzał artyleryjski z lewego brzegu Wisły w październiku ewakuowano ludność z budynków znajdujących się między rzeką i ulicą Targową. Z powodu ostrzału ulica była nazywana „aleją śmierci”. Później przy ulicy swoje tymczasowe siedziby miały m.in. Rząd Tymczasowy wraz z większością resortów (w gmachu Dyrekcji Okręgowej Kolei Państwowych) i Polskie Radio (kamienica nr 63).
W kwietniu 1945 roku Państwowy Urząd Samochodowy uruchomił linię stałej komunikacji pasażerskiej obsługiwaną przez ciężarówki, łączącą śródmieście z Pragą. Samochody kursowały od ul. Targowej do pl. Narutowicza cztery razy dziennie w każdą stronę. Od czerwca 1945 południowym odcinkiem ul. Targowej przebiegała pierwsza uruchomiona po wojnie linia tramwajowa.
W latach 1949−1952 między ulicami: Ratuszową, Targową, Świętych Cyryla i Metodego i Jagiellońską powstało osiedle Praga I zaprojektowane przez Szymona i Helenę Syrkusów. W 1950 na ulice Targową i 11 Listopada przeniesiono tory tramwajowe z ulic Wileńskiej i Konopackiej.
W 1967 pod ulicą w pobliżu al. Świerczewskiego (obecnie „Solidarności”) powstało przejście podziemne. Było to pierwsze przejście podziemne w Warszawie, które zostało wyposażone w telefon i ustęp publiczny. W 1973 oddano do użytku drugie przejście, na osi ulic Ząbkowskiej i Okrzei, o długości 64 m.
W 2009 ulica na odcinku od placu Wileńskiego do wiaduktu kolejowego jako założenie urbanistyczne została wpisana do rejestru zabytków.
W 2011 rozpoczęto budowę II linii metra przebiegającej między innymi pod ulicą Targową. W 2015 na skrzyżowaniu Targowej i al. „Solidarności” oddano do użytku stację metra Dworzec Wileński.
Ulica jest dwujezdniowa, z drogą rowerową po wschodniej stronie.

## Ważniejsze obiekty
- Sobór metropolitalny Świętej Równej Apostołom Marii Magdaleny
- Budynek byłej Dyrekcji Kolei Państwowych (nr 74)
- Budynek Urzędu Pocztowego Warszawa 4 zaprojektowany przez Bohdana Lacherta i Józefa Szanajcę (nr 73)
- Dworzec Wileński
- Stacja metra Dworzec Wileński
- Centrum handlowe Galeria Wileńska (nr 72)
- Główny Inspektorat Sanitarny (nr 65)
- Bazar Różyckiego (nr 54)
- Muzeum Warszawskiej Pragi z dawnym żydowskim domem modlitwy (nr 50/52)
- Totalizator Sportowy (nr 25)
- Kamienica własna Juliusza Nagórskiego (nr 15)

## Obiekty nieistniejące
- Stacja Warszawa Targowa
- Synagoga w Warszawie (ul. Targowa 64)
- Synagoga Szmula Eksztajna w Warszawie